# Wiatr własny
Wiatr własny - względny przepływ powietrza powstający podczas poruszania się (np. na łódce lub rowerze). Ma on ten sam kierunek, w którym się poruszamy, lecz przeciwny zwrot. Liczbowo jest równy wartości prędkości z jaką się poruszamy.